# Осьова формула локомотива

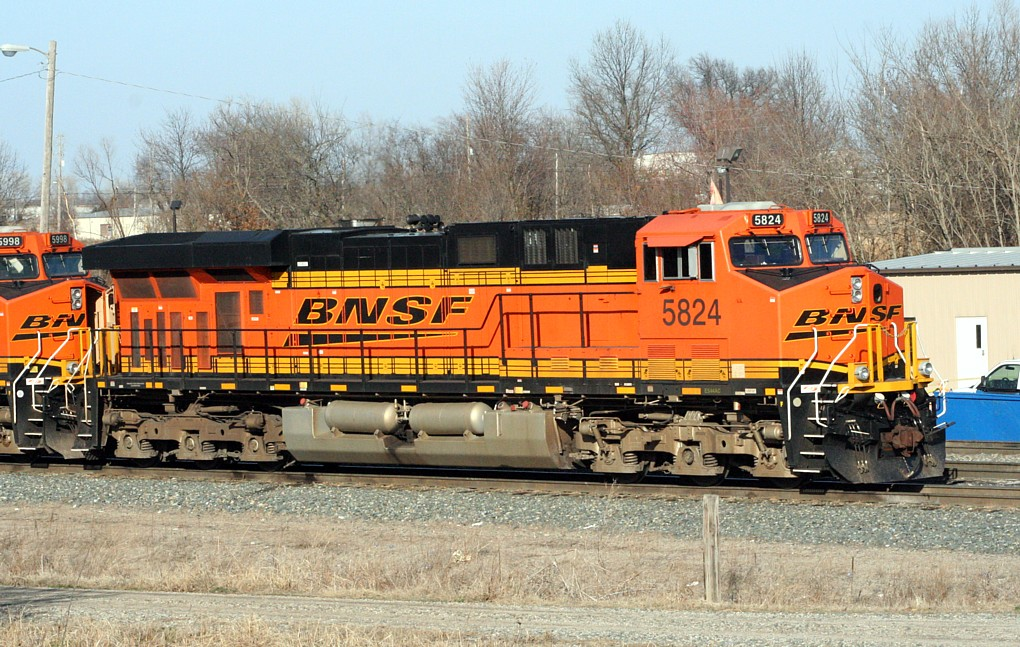
Тепловоз GE Evolution Series (США)
Осьова формула 3_{0} — 3_{0}

Осьова формула локомотива — умовний опис основних параметрів екіпажної частини локомотива, який визначає кількість, розташування і призначення осей.

## Способи запису осьових формул у СРСР

### На початковому етапі розвитку
На початковому етапі розвитку тепловозо- і електровозобудування екіпажна частина нових локомотивів майже не відрізнялась від паровозної. Тому в ті роки для опису екіпажної частини тепловозів і електровозів використовувалися тією ж системою запису осьових формул, що і для паровозів. При цьому для позначення зчіпних осей з індивідуальним приводом почали використовувати знак «нуль» в нижньому індексі. Наприклад, осьова формула тепловоза Ээл2, який мав п'ять зчіпних осей в жорсткій рамі з індивідуальним приводом і по одній підтримувальній осі спереду і позаду групи зчепних осей записувалась так:
Осьові формули візків локомотивів, що згодом почали з'являтись, позначали аналогічно паровозним дуплекс, триплекс і т. д. Формула складалася з декількох груп (по числу візків), кожна з яких описувала свій візок, як окремий екіпаж. Між собою групи розділялися знаком «мінус» (якщо візки були незалежними) або знаком «плюс» (якщо візки були шарнірно з'єднані між собою). Наприклад, осьова формула електровоза СC11, екіпажна частина якого складалась з двох зчленованих тривісних візків, записувалась так:

### 1940-ві роки
У написанні осьових формул почалась плутанина. Електрорухомий склад описували формулами, написаними на європейський манер (стандарт UIC): допоміжні осі позначалися цифрами, а ведучі осі — латинськими буквами. Наприклад, осьова формула електровоза ПБ21 (три ведучі осі з індивідуальним приводом і по дві напрямні осі попереду і ззаду) записувалась так:
Інші приклади осьових формул в стандарті UIC:
Осьові формули запису тепловозів теж були невдалими. В одній таблиці могли зустрічатись як формули, записані за європейським стандартом UIC (наприклад, С0+С0), так і засновані на «паровозній» системі (наприклад, 0-30+30−0). При цьому, значення знаку «нуль» в нижньому індексі складно було пояснити.
Нерідко плутали використання знаків «плюс» і «мінус» між осьовими формулами візків. Так осьова формула тепловоза ТЕ1, екіпажна частина якого складалася з двох незалежних тривісних візків записувалася наступним чином:
Попри те, що візки не були зв'язані один з одним, осьова формула повинна була записуватись так:

### 1950-ті роки
Для запису осьових формул електровозів почали застосовувати ту ж систему, що і для запису осьових формул тепловозів.

### 1960-ті роки

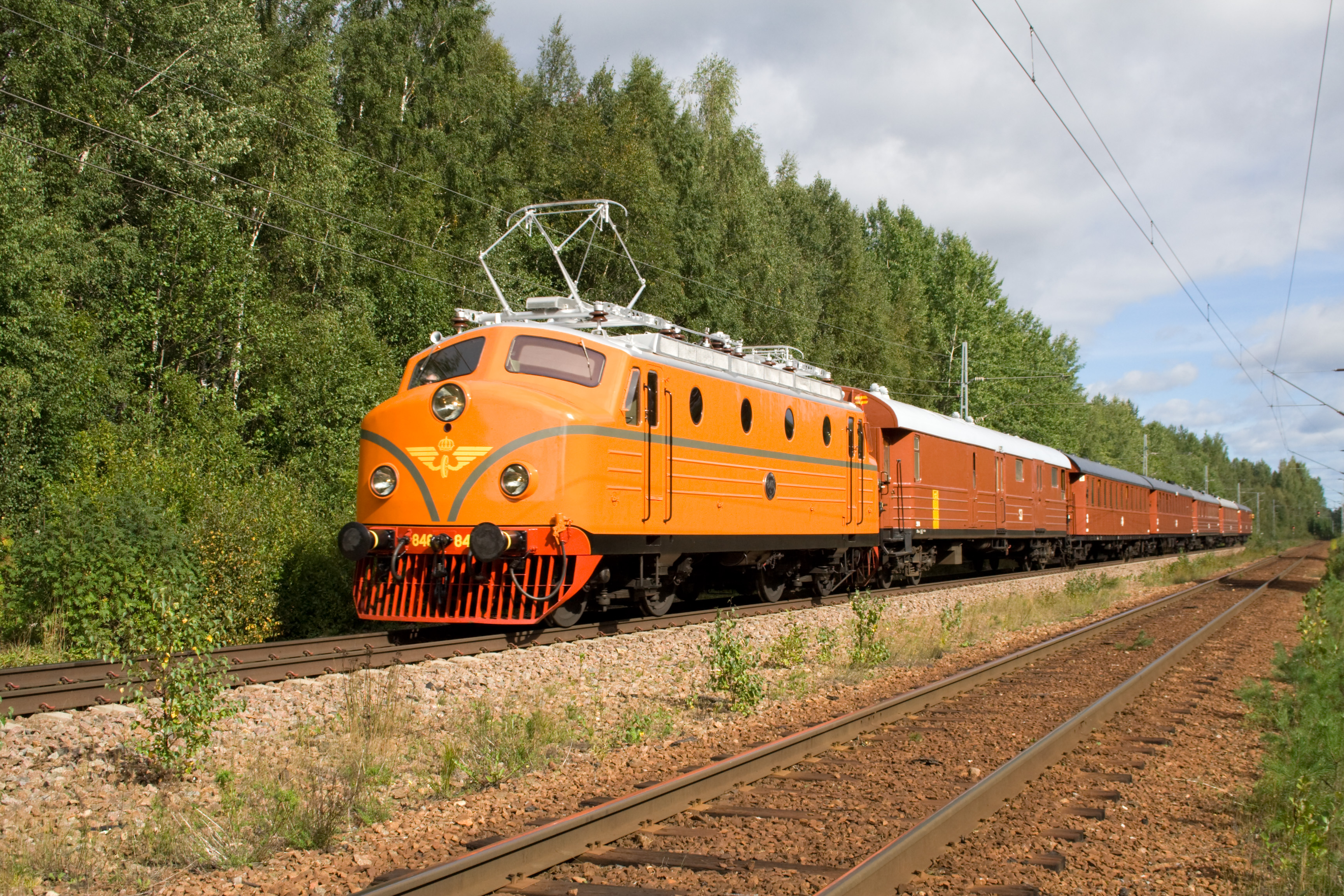
Електровоз Rapidlok (Швеція)
Осьова формула 2_{0} — 2_{0}

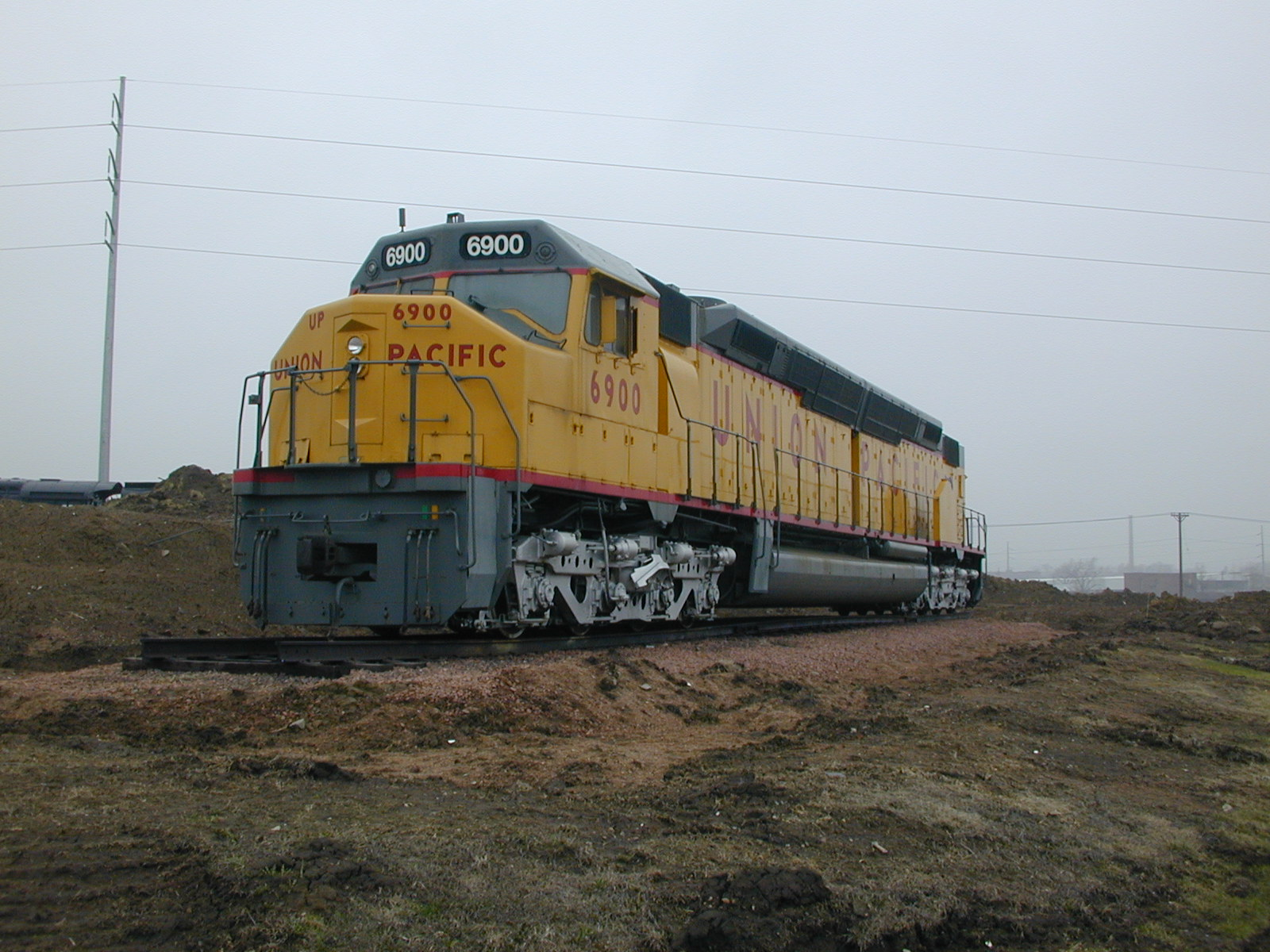
EMD DDA40X (США)
Осьова формула 4_{0} — 4_{0}

До середини XX ст. бігункові і підтримувальні осі на візкових локомотивах практично не застосовувалися. Тому починаючи з 1960-х років при написанні осьових формул, які позначали відсутність допоміжних осей, нулі почали писати нижче. Осьова формула типу:
спочатку записувалась так:
а потім:
При записі осьових формул багатосекційних локомотивів спочатку користувались тими ж правилами, записуючи загальну осьову формулу всього локомотива, при цьому не роблячи відмінностей між секціями. Так, осьова формула двосекційного електровоза ВЛ8 (два зчленовані двовісні візки під кожною секцією), мала наступну форму запису:
Така форма запису не давала повного уявлення про розподілення візків за секціям локомотива, тобто, не давала можливості розрізняти двосекційні з двома візками на секцію і односекційні чотиривізкові локомотиви (наприклад тепловоз ТЕ136). Тому осьові формули окремих секцій почали відокремлювати круглими дужками. Осьова формула електровоза ВЛ8 отримала форму запису:
Оскільки осьові формули окремих секцій, зазвичай, не відрізняються одна від одної, почали застосовувати спрощену форму запису осьових формул багатосекційних локомотивів:
При цьому запис всередині дужок враховуючи зазначені вище правила описує осьову формулу окремої секції, а множник перед дужками — кількість секцій. Наведений вище приклад відповідає осьовій формулі двосекційного тепловоза ТЕ10, кожна секція якого спирається на два незалежні тривісні візки.

### Приклади запису осьових формул
В таблиці наведені приклади осьових формул різних локомотивів, записані за американською системою.
| Локомотив            | Коротка характеристика екіпажної частини                                                                                        | Осьова формула |
| -------------------- | --- | -------------- |
| Мотовоз Муг/2        | дві осі в жорсткій рамі, осі механічні з'єднані ланцюговою передачею                                                            | B              |
| Мотовоз ТУ2м         | два незалежні двовісні візки, осі візків механічні об'єднані спарниками                                                         | B-B            |
| Тепловоз ТУ2         | два незалежні двовісні візки, всі осі мають індивідуальний привід                                                               | B-B            |
| Автомотриса АМ1      | два незалежні двовісні візки, одна — ведуча з карданною передачею між осями, друга — ведена                                     | B-2            |
| Тепловоз 2ТЕ10       | двосекційний, під кожною секцією два незалежні тривісні візки, всі осі мають індивідуальний привід                              | C-C+C-C        |
| Автомотриса FM OP800 | одна секція, два візки: в першому (тривісному) ведуча перша і остання осі, середня — ведена, друга (двовісна) — повністю ведена | A1A-2          |

## Система UIC
Класифікація осьових формул локомотивів UIC, також відома як німецька класифікація або німецька система, описує осьові формули локомотивів, зчепок локомотиві та трамваїв. Стандарт системи викладений Міжнародним союзом залізниць (UIC). Його використовують у більшій частині світу.

### Структура формули
Великі літериВказують ведучі осі, починаючи з А для однієї осі. Таким чином, C позначає три послідовних пари ведучих коліс.
Мале «o»Вказує ведучі осі (мінімум 2, «B»), що приводяться в рух окремими тяговими двигунами.
ЧислаВказують не ведучі осі, починаючи з 1 для однієї осі.
Знак «′»Вказує, що осі встановлені на візку.
ДужкиГрупують букви та цифри, що описують один і той же візок. Наприклад, (A1A) вказує тривісний візок з приводом зовнішніх двох осей. При використанні лапок не потрібен знак «′» для позначення візка.
Знак плюс «+»Локомотив або зчіпка локомотивів складається з постійно з'єднаних, але механічно відокремлених транспортних засобів.
Спеціальні буквиВикористовуються для позначення типу та призначення локомотивів, трамваїв, типів силових установок, тощо.
Найпоширеніші колісні формули сучасних локомотивів є Bo′Bo′ та Co´Co′.

## Система AAR
Класифікація осьових формул за системою AAR — це метод класифікації колісних конструкцій локомотивів (або СБО), розроблений Асоціацією американських залізниць. Це по суті спрощення європейської класифікації UIC, яка широко застосовується в Північній Америці для опису дизельних та електричних локомотивів. Вона не використовується для паровозів, для яких застосовують англійську систему Уита.